# کراسوو
کراسوو (به چکی: Krasov) یک منطقهٔ مسکونی در جمهوری چک است که در شهرستان برونتال واقع شده‌است. کراسوو ۲۵٫۷۹ کیلومتر مربع مساحت و ۳۳۸ نفر جمعیت دارد و ۴۷۰ متر بالاتر از سطح دریا واقع شده‌است.